# Jeanette Hegg Duestad
Jeanette Hegg Duestad, född 11 januari 1999, är en norsk sportskytt som tävlar i gevär.

## Karriär
Bland Duestad meriter kan nämnas individuellt guld i gevärsskytte vid världsmästerskapen 2022. Hon har även tagit lagguld vid världsmästerskapen både 2022 och 2023.